# Jean-Luc Voulfow
Jean-Luc Voulfow est un scénariste français né en 1947. Il a écrit des scénarios de certains films de Just Jaeckin et du film Le Mariage du siècle.

## Filmographie
comme réalisateur
- 1978 : Le beaujolais nouveau est arrivé

comme scénariste
- 1985 : Le Mariage du siècle
- 1984 : Gwendoline
- 1981 : Viens chez moi, j'habite chez une copine
- 1980 : Girls
- 1979 : Laisse-moi rêver
- 1978 : Le beaujolais nouveau est arrivé
- 1975 : La Course à l'échalote

comme assistant réalisateur
- 1974 : Le Führer en folie de Philippe Clair
- 1973 : Les Anges de Jean Desvilles
- 1969 : Le Grand Cérémonial de Pierre-Alain Jolivet